# Вінсент Мауро
Вінсент Мауро (італ. Vincent Mauro; 23 жовтня 1943 — 15 червня 2024) — футбольний арбітр США італійського походження. Арбітр ФІФА у 1986—1991 роках.

## Біографія
Народившись та вирісши в Італії, він став арбітром у 1974 році та зробив суддівську кар'єру у федерації США, від якої у 1985 році отримав статус міжнародного арбітра ФІФА. З цього моменту судив на таких престижних турнірах:
- у 1987 році судив матчі молодіжного чемпіонату світу U-20 в Чилі
- у 1988 році був одним з арбітрів на футбольний турнірі Олімпійських ігор в Сеулі; того ж року він обслужив півфінал Кубка Азії Китай — Південна Корея, що відбувся в Катарі;
- у 1989 року відсудив два матчі Кубка Америки в Бразилії;
- у 1990 році отримав призначення на чемпіонат світу, який проходив у його рідномій країні, Італії, де відпрацював матч Бельгія — Південна Корея, також виконуючи роль помічника у матчі-відкритті між Аргентиною і Камеруном.

## Кар'єра функціонера
Завершивши суддівську кар'єру в 1991 році, він розпочав свою діяльність функціонера і був директором арбітрів Федерації футболу США (USSF) з 1991 по 1998 рік; головою Арбітражної комісії КОНКАКАФ з 1994 по 1997 рік; інструктором та спостерігачем ФІФА до 2006 року. У 1996 році йому було присвоєно спеціальну премію ФІФА.Згодом він повернувся до Італії і в 2008 році приєднався до секції AIA в Авелліно.
З 2009 по 2012 рік був членом регіонального комітету суддів у Кампанії.

## Матчі збірних
| Дата       | Команди                     | Рахунок | Турнір                             | ЖК | YK · RK | RK |
| ---------- | --------------------------- | ------- | ---------------------------------- | -- | ------- | -- |
| 02-02-1986 | Колумбія — Ямайка           | 6 — 2   | Товариський матч                   | ?  | ?       | ?  |
| 17-05-1986 | Англія — Мексика            | 3 — 0   | Товариський матч                   | ?  | ?       | ?  |
| 15-07-1988 | Канада — Польща             | 1 — 2   | Товариський матч                   | ?  | ?       | ?  |
| 18-09-1988 | Бразилія — Нігерія          | 4 — 0   | Літні Олімпійські ігри 1988        | 2  | 0       | 0  |
| 03-12-1988 | Кувейт — Бахрейн            | 0 — 0   | Кубок Азії 1988                    | ?  | ?       | ?  |
| 09-12-1988 | Саудівська Аравія — Бахрейн | 1 — 1   | Кубок Азії 1988                    | ?  | ?       | ?  |
| 14-12-1988 | Південна Корея — Китай      | 2 — 1   | Кубок Азії 1988                    | 5  | 0       | 1  |
| 05-07-1989 | Перу — Венесуела            | 1 — 1   | Кубок Америки 1989                 | ?  | ?       | ?  |
| 09-07-1989 | Бразилія — Парагвай         | 2 — 0   | Кубок Америки 1989                 | ?  | ?       | ?  |
| 21-10-1989 | Саудівська Аравія — ОАЕ     | 0 — 0   | Кваліфікація чемпіонату світу 1990 | 3  | 0       | 1  |
| 28-10-1989 | Катар — Китай               | 2 — 1   | Кваліфікація чемпіонату світу 1990 | ?  | ?       | ?  |
| 02-02-1990 | Уругвай — Колумбія          | 2 — 0   | Товариський матч                   | 1  | 0       | 1  |
| 04-02-1990 | США — Колумбія              | 1 — 1   | Товариський матч                   | ?  | ?       | ?  |
| 24-02-1990 | США — СРСР                  | 1 — 3   | Товариський матч                   | ?  | ?       | ?  |
| 12-06-1990 | Бельгія — Південна Корея    | 2 — 0   | Чемпіонат світу 1990               | 1  | 0       | 0  |